# 李蓓芬
李蓓芬（1950年4月—），上海人，中华人民共和国政治人物、外交官。曾任外交部新闻司处长、参赞。2004年，接替王信石担任中华人民共和国驻贝宁大使。期间被授予贝宁国家荣誉勋章。2008年，由耿文兵接任。2008年，任中华人民共和国驻突尼斯大使。